# Rütavere
Rütavere – wieś w Estonii, w prowincji Parnawa, w gminie Sauga.